# Nube ondulatoria

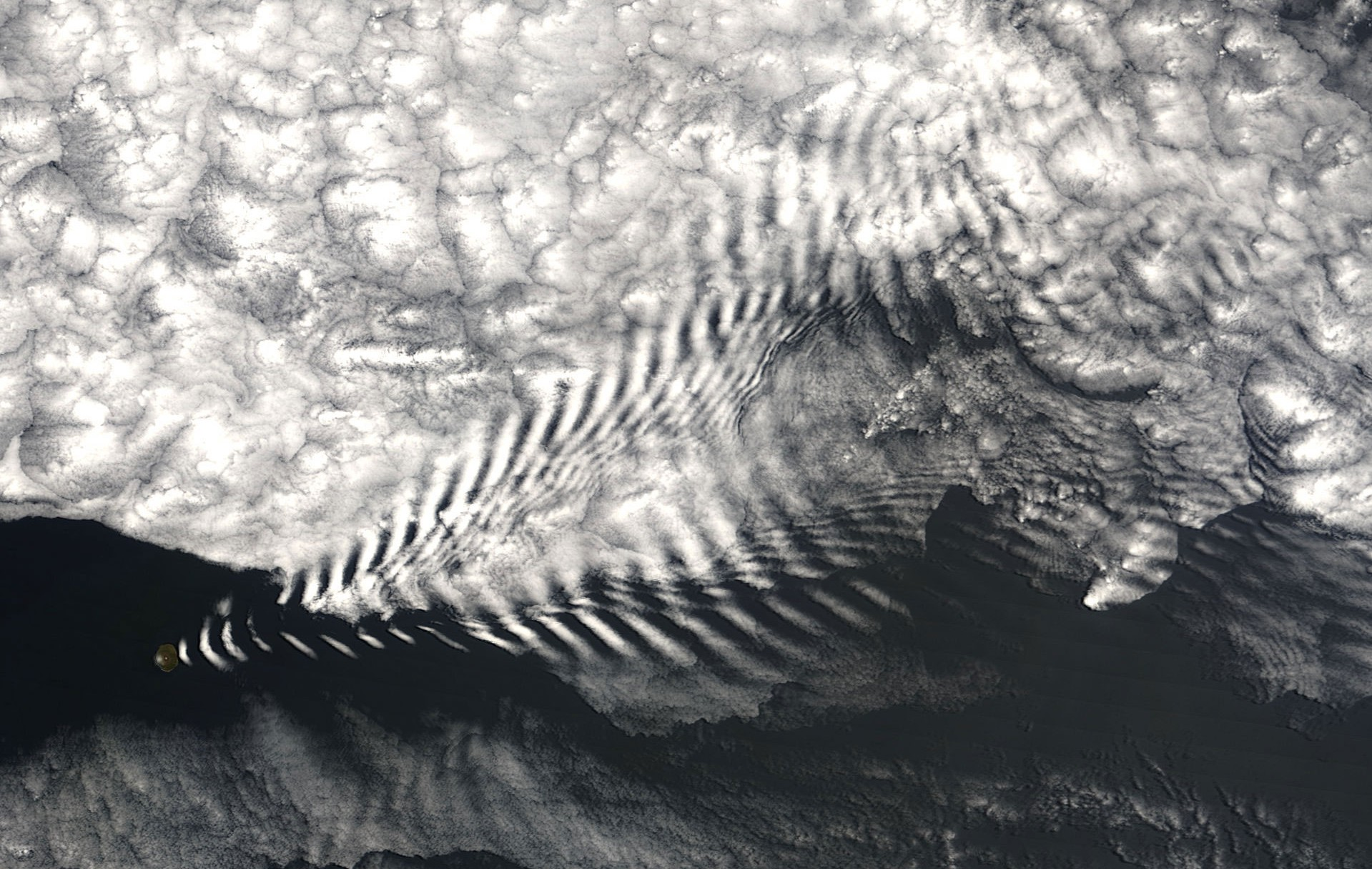
Este patrón de nube ondulatoria formado sobre el Île Amsterdam, en la esquina izquierda más baja en la punta de la formación triangular, en el sur lejano del océano Índico.

Una nube ondulatoria es una forma de nube  creada por olas internas atmosféricas.

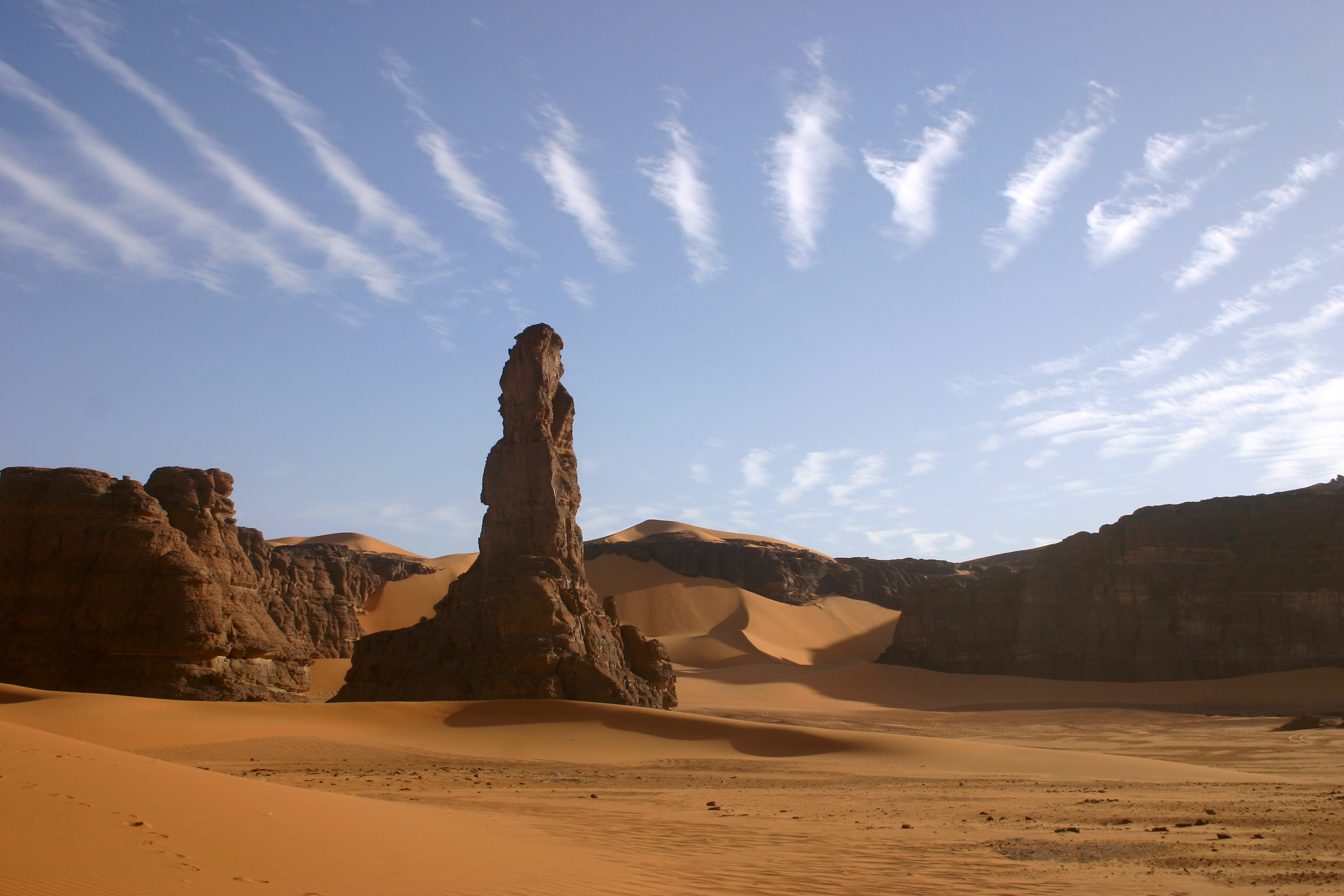
Patrón de nube ondulatoria en la región de Tadrart.

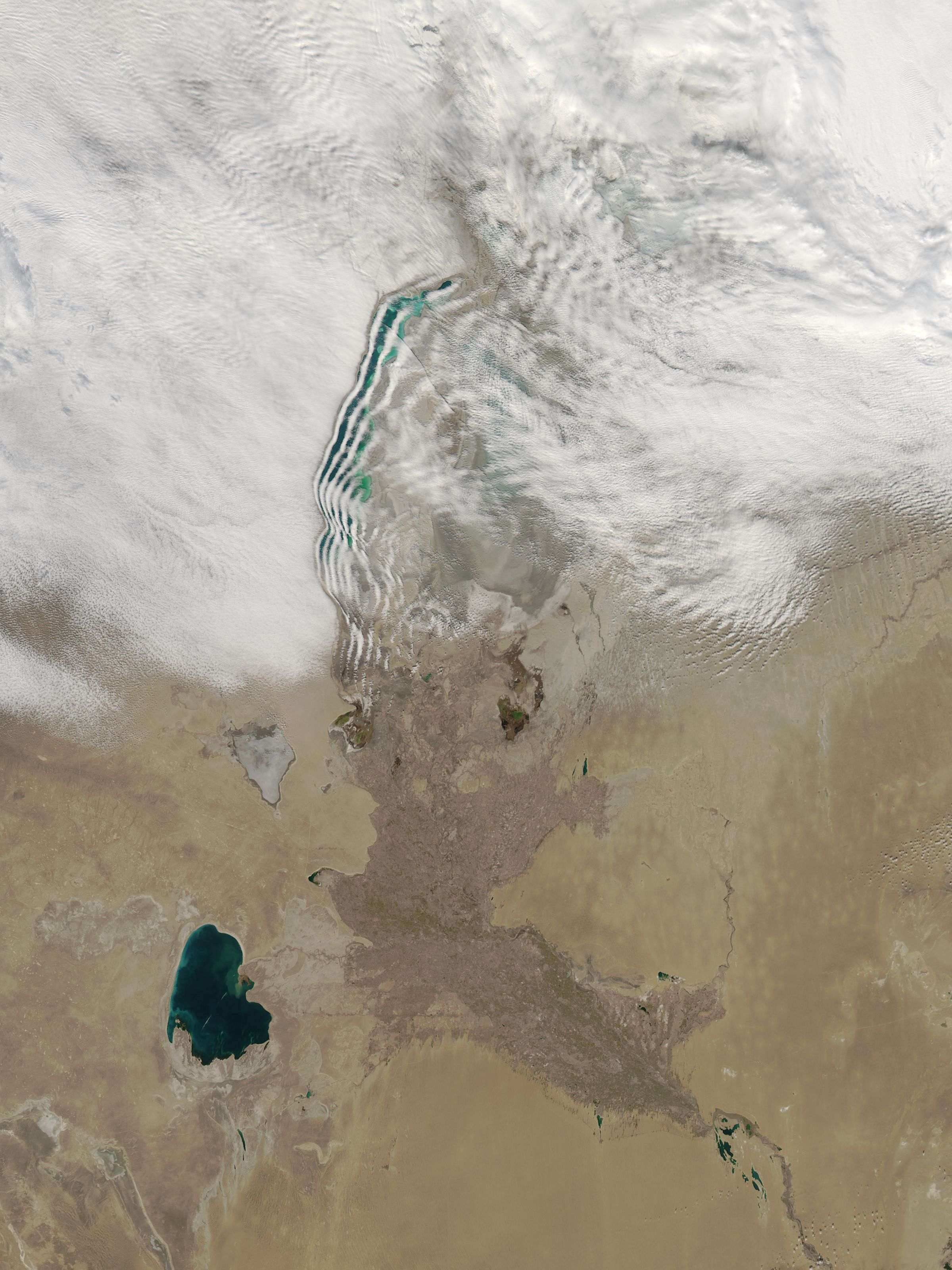
Nubes ondulatorias inusuales sobre el Mar de Aral, visto desde el Aqua satélite de la NASA el 12 de marzo de 2009.

## Formación
Las olas internas atmosféricas que forman las nubes ondulatorias están creadas como flujos de aire estables sobre una formación de tierra elevada como una cordillera, y se puede formar incluso directamente encima o en la ladera de esta. Cuando una masa de aire viaja a través de la ola,  experimenta repetido ascenso y descenso. Si hay bastante humedad en la atmósfera, las nubes se formarán en las crestas enfriadas de estas olas.  En el desceno de la ola, aquellas nubes evaporarán debido al calentamiento adiabático, generando las características nubes y distinguidas franjas. La base de nube en el lado de sotavento es más alta que en el lado de barlovento, porque la precipitación en el lado de barlovento saca agua del aire.
Es posible que la convección sencilla de cumbres de montaña también pueda formar nubes ondulatorias.  Esto ocurre como la convección de fuerzas de una nube ondulatoria o una nube lenticular, en aire más estable arriba.

## Importancia

### Modelado climático
Las nubes ondulatorias son típicamente nubes de hielo, de altura media-alta en la tropósfera. Son relativamente fáciles de estudiar, porque son bastante consistentes. Como resultado,  están siendo analizados para aumentar nuestro entendiendo de cómo estas nubes de hielo de nivel superior influyen en el nivel de radiación de la Tierra. Comprendiendo esto se pueden mejorar modelos de clima.

### Recreación
El contorno en estas nubes tienen la pendiente más empinada unos cuantos kilómetros en la dirección del viento de la pendiente en la ladera de una montaña. Es en estas regiones de velocidad vertical más alta que un planeador puede lograr altitudes que rompen récord.

## Estructura
En un modelo ideal, una nube ondulatoria consta de Sobrefusión de agua líquida en la parte más baja, una fase mixta de agua congelada y líquida cerca de la cresta, y el hielo que empieza ligeramente bajo la cresta y extendiéndose por la corriente. Aun así, esto no siempre ocurre. Gamas de estructura de nubes ondulatorias desde lisas y sencillas, hasta revoltijos aleatorios. A menudo, cristales de hielo pueden ser encontrados por el viento de las olas. Esto pasa dependiendo de la saturación del aire. La composición del hielo es actualmente un tema activo de estudio. El mecanismo principal para la formación de hielo es la nucleación homogénea. Los cristales de hielo son mayoritariamente pequeños esferoidales y de partículas con formas irregulares. Las columnas de hielo hacen menos de 1%, y los platos son virtualmente inexistentes.
Lass nubes ondulatorias de montañas multinivel se forman cuándo la humedad en el aire por encima de la montaña está localizado en capas distintas, y las mezclas verticales son inhibidas.